# نخل‌های وحشی
نخل‌های وحشی نام یک کتاب ادبی است که توسط ویلیام فاکنر، نویسندهٔ اهل ایالات متحده آمریکا نوشته شده‌است.